# 名古屋市立弥富小学校
名古屋市立弥富小学校（なごやしりつ やとみしょうがっこう）は、愛知県名古屋市瑞穂区日向町にある公立小学校。2010年（平成22年）度の全校児童数は711人で、これはこの時点での名古屋市内の小学校で最大の児童数であった。弥富学区の人口は、2020年（令和2年）4月1日の時点の統計では、12,887人となっている。

## 校訓・教育目標
校訓
明るく・仲良く・正しく・強く
教育目標
自他のよさを認め 仲間と助け合いながら 主体的に学び 粘り強くやり抜く子どもの育成

## 歴史
1872年（明治5年）に学制が発布され、近代教育機関としての学校の設立が各地で進められることとなったが、現在の瑞穂区にあたる区域においては従来の寺子屋を母体として、小学校が設置されることとなったという。その過程で、愛知県第2中学区第17番小学正倫学校として設立されることとなった。前身は1850年（嘉永3年）に観音寺（丸根町）境内に開業した「十尋堂」と称する寺子屋で、学制発布の1872年（明治5年）に廃業したという。第17番小学正倫学校は十尋堂と同じく観音寺の境内に設置され、当時の愛知郡中根村と同郡八事村をその通学区域とした。開校翌年にあたる1874年（明治7年）の『文部省第二年報』「学校表」には、教員は男性が2人で、男子生徒54人・女子生徒22人と記録されているという。
のちに所在地の村名を採って中根学校と改めた。これは、1876年（明治9年）9月に学校名を全て地名により命名するという方針が打ち出されたからである。観音寺の隣地に所在する法蔵寺（軍水町）に移ったというが、このときは法蔵寺と観音寺を1年交代で使用したとされる。
1886年（明治19年）に学制に代わり小学校令が出されると、学校の改廃が行われることとなり、愛知郡第24学区尋常小学校広路学校（のちの名古屋市立広路小学校）に吸収されることとなった。学校自体は分校として存続し、のちに中根尋常小学校として再び独立を果たすこととなる。校地は1894年（明治27年）に中根牛山に移され、以来移転していない。
当時の中根尋常小学校の様子を『わたしたちの弥富』が書き残しており、教室は1・2年生の教室と3・4年生の教室の2室しかなく（当時の小学校の就学年限は4年）、複式学級となっていたとしている。
1907年（明治40年）に至ると、再び小学校数の整理が行われることとなった。中根尋常小学校は瑞穂尋常小学校と統合の上、瑞穂尋常高等小学校と改組され、中根の校舎は同校の分校の扱いとなった。
しかし瑞穂尋常小学校の記録によると、当時の同校の就学児童数は約1600人とあり、校舎の増築を進めながら、授業を二部制にするなどの対策が採られるほどの規模に膨れあがっていた。これは学校の周辺が都市化してきたことによるものだという。
中根の分校も児童数が増加したことにより、1915年（大正4年）に再び、今度は弥富尋常小学校として独立を果たすことになった。
戦時体制が敷かれると、小学校は国民学校と改称し、弥富尋常小学校も弥富国民学校と改めた。また、戦況が厳しくなった1944年（昭和19年）7月には名古屋市学童集団疎開実施要項が制定され、翌年4月に80人の男子児童が岐阜県郡上郡嵩田村（現郡上市）北辰寺に、45人の女子児童が同村安楽寺に疎開することとなった。

### 沿革
- 1873年（明治6年) - 学制により第17番正倫学校として創立[WEB 4]
- 1876年（明治9年) - 愛知郡第58学区中根学校と改称[WEB 4]
- 1882年（明治15年) - 愛知郡第54小学区中根学校と改称[WEB 4]
- 1886年（明治19年) - 愛知郡第24学区尋常小学広路学校分校に改組[WEB 4]
- 1892年（明治25年) - 愛知郡中根尋常小学校と改称[WEB 4]
- 1894年（明治27年) - 中根牛山に移転[WEB 4]
- 1907年（明治40年) - 愛知郡瑞穂尋常高等小学校分校に改組[WEB 4]
- 1915年（大正4年) - 愛知郡弥富尋常小学校として独立[WEB 4]
- 1921年（昭和10年) - 名古屋市編入により名古屋市立弥富尋常小学校と改称[WEB 4]
- 1941年（昭和16年) - 国民学校令により名古屋市弥富国民学校と改称[WEB 4]
- 1947年（昭和22年) - 新学制導入により名古屋市立弥富小学校と改称[WEB 4]
- 1954年（昭和29年) - 名古屋市立陽明小学校が分離[WEB 4]
- 1971年（昭和46年) - 名古屋市立中根小学校が分離[WEB 4]
- 1973年（昭和48年) - 創立１００周年記念式典を挙行[WEB 4]
- 2014年 (平成26年) - 創立140周年記念式典を挙行[WEB 4]

### 児童数の変遷
『愛知県小中学校誌』（2018年）によると、児童数の変遷は以下の通りである。
| 1947年（昭和22年） | 856人  |  |
| 1957年（昭和32年） | 1530人 |  |
| 1967年（昭和42年） | 1476人 |  |
| 1977年（昭和52年） | 846人  |  |
| 1987年（昭和62年） | 800人  |  |
| 1997年（平成9年）  | 713人  |  |
| 2007年（平成19年） | 723人  |  |
| 2017年（平成29年） | 708人  |  |

## 通学区域
名古屋市教育委員会は、2018年（平成30年）9月現在、弥富小学校の通学区域として名古屋市瑞穂区のうち、市丘町・茨木町・片坂町1丁目・釜塚町・軍水町1丁目の一部・下山町2丁目の一部・岳見町2丁目の一部・岳見町4丁目から6丁目・田辺通5丁目および6丁目・玉水町・八勝通2丁目の一部・八勝通3丁目・日向町・松園町・師長町の一部・弥富ヶ丘町・弥富町字茨山・弥富通1丁目・弥富通2丁目から5丁目・山下通を通学区域として定めている。
設立当初の学区は前述の通り、愛知郡中根村と八事村の全域であった。中根村は『瑞穂区誌』によると同区松園町・市丘町・片坂町・仁所町・軍水町・日向町・丸根町・関取町・中根町・玉水町・白砂町・井の元町に該当するという。また、八事村については『日本歴史地名大系』によれば、昭和区山手通・高峯町・妙見町・天白町八事・八事本町・広路町および天白区元八事・天白町八事・池見・道明町・中砂町・表台にあたるとしている。
中根村の領域のうち、片坂町の一部・仁所町・軍水町の一部・丸根町・関取町・中根町・白砂町・井の元町については、1971年（昭和46年）に独立開校した名古屋市立中根小学校の学区として割譲されている。

## 著名な出身者
- 上野翔太郎（社会人野球選手）
- 藤田和秀（政治家）

## ギャラリー

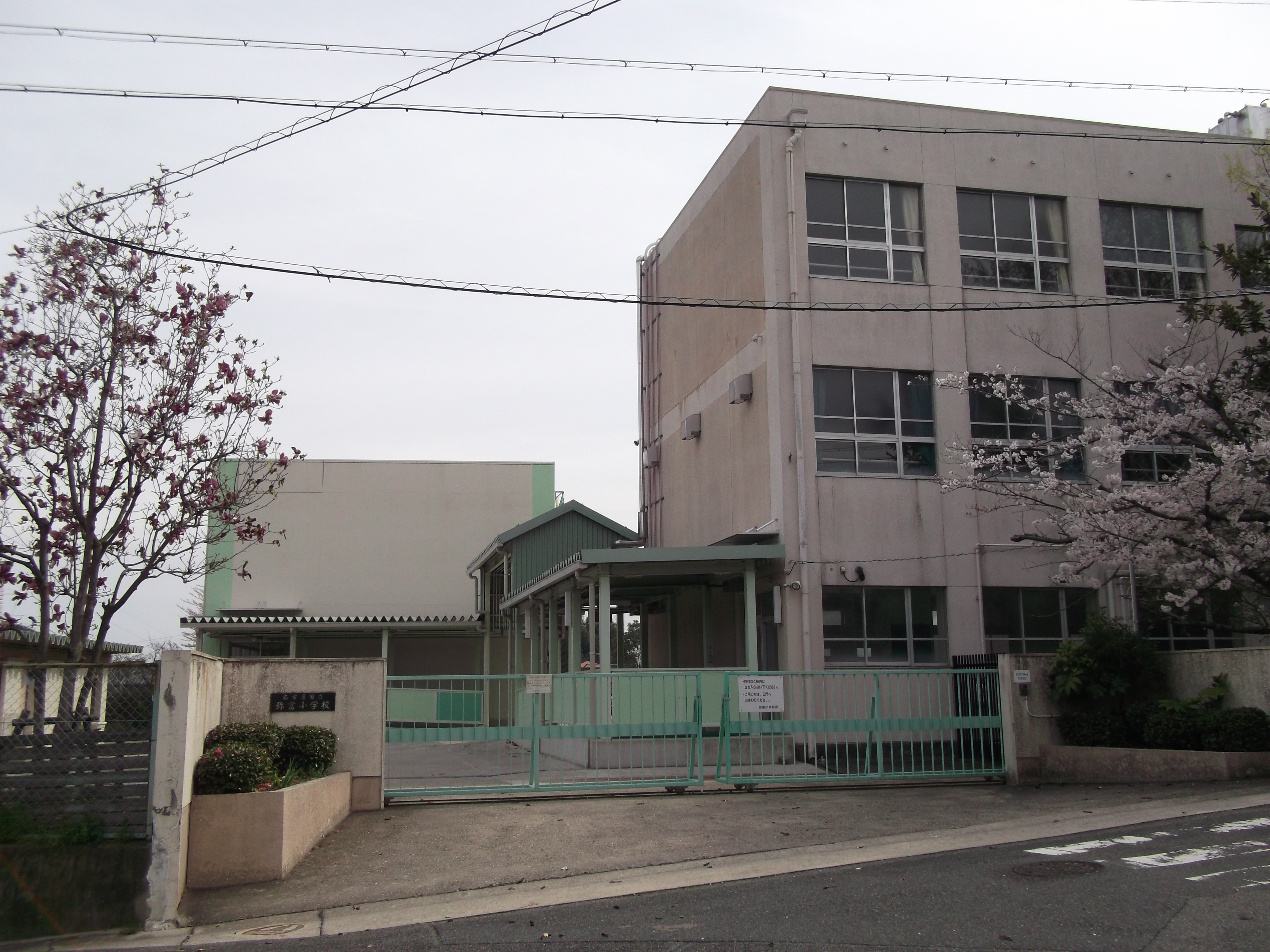
北門からの様子
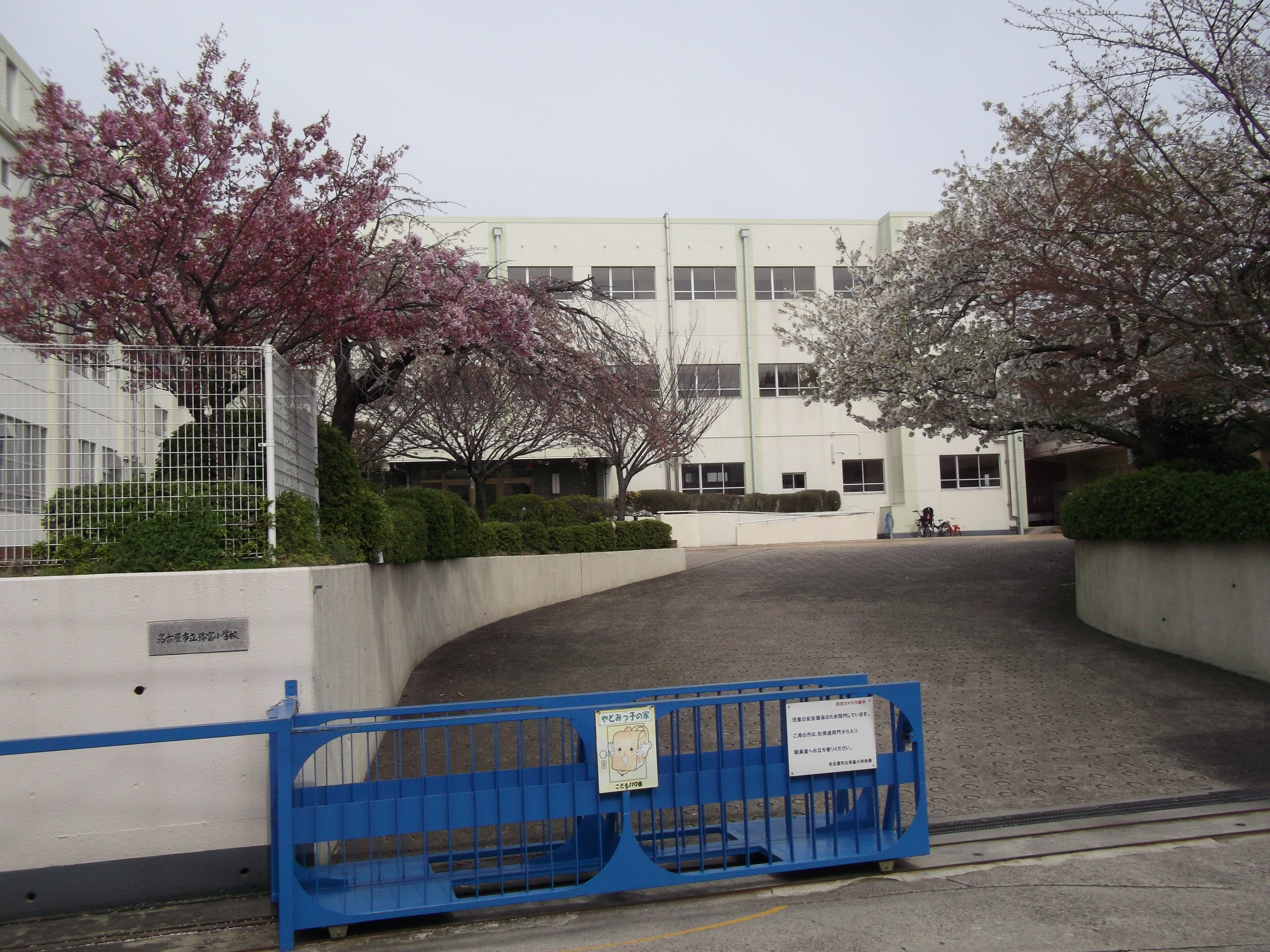
正門からの様子

#### WEB
1. 1 2 3  “弥富小学校グランドデザイン”.   名古屋市立弥富小学校. 2021年8月11日閲覧。
2. ↑  “名古屋市立弥富小学校（メリ夫くん出張日記）-テレビ愛知エコキャンペーン”.   テレビ愛知 (2010年2月19日). 2016年3月5日時点のオリジナルよりアーカイブ。2011年2月9日閲覧。
3. ↑  名古屋市瑞穂区役所区政部総務課統計選挙係 (2020年4月29日). “人口統計（瑞穂区）”.   名古屋市. 2020年4月29日閲覧。
4. 1 2 3 4 5 6 7 8 9 10 11 12 13 14 15  “弥富小学校の歴史”.   名古屋市立弥富小学校 (2020年5月20日). 2018年11月3日時点のオリジナルよりアーカイブ。2021年8月11日閲覧。
5. 1 2  名古屋市教育委員会事務局総務部教育環境計画室計画係 (2018年9月1日). “名古屋市立小・中学校の通学区域一覧（瑞穂区）” (PDF).   名古屋市. 2018年11月3日閲覧。

#### 文献
1. ↑  愛知郡役所 1923, p. 275.
2. 1 2  瑞穂区制施行50周年記念事業実行委員会 1994, p. 228.
3. 1 2 3 4 5 6  瑞穂区制施行50周年記念事業実行委員会 1994, p. 230.
4. ↑  名古屋教育史編集委員会 2013, p. 62.
5. ↑  愛知郡役所 1923, p. 278.
6. 1 2 3 4  瑞穂区制施行50周年記念事業実行委員会 1994, p. 233.
7. ↑  瑞穂区制施行50周年記念事業実行委員会 1994, p. 234.
8. 1 2 3  瑞穂区制施行50周年記念事業実行委員会 1994, p. 236.
9. ↑  瑞穂区制施行50周年記念事業実行委員会 1994, p. 302.
10. ↑  瑞穂区制施行50周年記念事業実行委員会 1994, p. 330.
11. ↑  六三制教育七十周年記念 愛知県小中学校誌 合同記念誌編集特別委員会 2018, p. 214.
12. ↑  瑞穂区制施行50周年記念事業実行委員会 1994, p. 169.
13. ↑  平凡社地方資料センター 1981, p. 172.